# Ann-Britt Edfast
Ann-Britt Edfast, född 1959 i Överkalix, Norrbotten, är FoU-chef på Sveaskog.
Hon utexaminerades som jägmästare 1987 och som skoglig doktor 1997 med avhandlingen "Nitrogenous compounds as indicators of nitrogen saturation in Scots pine, Norway spruce and other boreal forest plants". Efter doktorsexamen anställdes hon på Assidomän och blev utsedd till FoU-chef på Sveaskog 2005. Ann-Britt Edfast invaldes i Kungliga Skogs- och lantbruksakademin 2008.